# Uraeotyphlus malabaricus
Uraeotyphlus malabaricus är en groddjursart som först beskrevs av Richard Henry Beddome 1870.  Uraeotyphlus malabaricus ingår i släktet Uraeotyphlus och familjen Ichthyophiidae. IUCN kategoriserar arten globalt som otillräckligt studerad. Inga underarter finns listade i Catalogue of Life.